# Leptanilla exigua
Leptanilla exigua is een mierensoort uit de onderfamilie van de Leptanillinae. De wetenschappelijke naam van de soort is voor het eerst geldig gepubliceerd in 1908 door Santschi.